# Wiota (Wisconsin)
Wiota – miasto w Stanach Zjednoczonych, w stanie Wisconsin, w hrabstwie Lafayette.